# Саліма (острів)
Салі́ма — невеликий гористий острів у Червоному морі в архіпелазі Дахлак, належить Еритреї, адміністративно відноситься до району Дахлак регіону Семіен-Кей-Бахрі.

## Географія
Розташований на північний захід від острова Аукан. Має серпоподібну потовщену форму з піщаною косою на північному кінці. Довжина 5,5 км по пів-колу, ширина до 1,5 км. Береги на півдні скелясті. Крім північного заходу острів облямований кораловими рифами.